# Anapoma draudtiana
Anapoma draudtiana là một loài bướm đêm trong họ Noctuidae.